# Kałęczyn (Warszawa)
Kałęczyn, także Chmielnik – w XIV−XVIII wieku teren znajdujący się na południe od Starej Warszawy. W niektórych źródłach nazywany folwarkiem lub wsią. 

## Opis
W XIV wieku Kałęczyn zajmował obszar od obecnej ulicy Bednarskiej do brzegu Wisły i  ulicy Smolnej, a na zachodzie do obecnej ulicy Towarowej. Według innego źródła Kałęczynem określano teren między obecnymi ulicami Świętokrzyską  i Wilczą. Nazwa Kałęczyn pochodzi prawdopodobnie od nazwy osobowej (według innego źródła − od kału, czyli błota).
W XV i XVI wieku książęta mazowieccy wydzielali z Kałęczyna włóki mieszczanom oraz instytucjom świeckim i duchownym. Układ włók był prostopadły do skarpy. Po włączeniu części Mazowsza wraz Warszawą do Korony Królestwa Polskiego (1526) właścicielami nieruchomości na terenie Kałęczyna należących do książąt mazowieckich stali się królowie polscy.
Osią osadnictwa dla Kałęczyna była obecna ulica Nowy Świat, przy której w I połowie XVII zaczęto wznosić drewniane domy. 
W XVII i XVII wieku na obszarze Kałęczyna powstały jurydyki: Nowoświecka, Bożydar-Kałęczyn, Aleksandria, Ordynacka i Tamka-Kałęczyn. Część gruntów Kałęczyna znalazła się także w jurydyce Bielino.
W II  połowie XVIII wieku przejściowo istniała nazwa ulicy − Kałęczyńska.